# 召簡公
召简公（？—前513年），春秋时期召国国君，姬姓，名盈。鲁昭公二十四年（前518年）春正月辛丑，召简公、南宫嚚通过甘桓公拜见王子朝。昭公二十六年（前516年），王子朝之乱，十一月辛酉，晋国军队攻克巩。召伯盈逐王子朝，王子朝及召氏之族、毛伯得、尹氏固、南宫嚚带着周朝典籍逃奔楚国。召简公到尸地迎接周敬王，及刘子刘文公、单子单武公盟。昭公二十九年（前513年）三月，京师人杀召伯盈、尹氏固及原伯鲁之子（王子朝余党）。
| 前任： 召莊公 | 召国国君 | 繼任： — |